# David G. Burnet

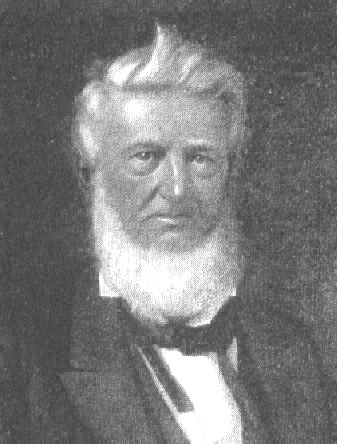

David Gouverneur Burnet (14 de abril de 1788 - 5 de dezembro de 1870) foi um político na República do Texas, servindo como presidente interino do Texas (1836 e novamente em 1841), segundo vice-presidente da República do Texas (1839-1841), e Secretário de Estado (1846) para o novo estado do Texas depois de ter sido anexado ao Estados Unidos da América.